# گودانجیر
گودانجیر، روستایی از توابع بخش مرکزی شهرستان باغ‌ملک در استان خوزستان ایران است. این روستابامالکیت شاه امیریها (نکوییها) درددوره دوم پهلوی بایکجانشین شدن نکویییهابه همراه تعدای ۴خانواده شیخ و۳خانواده بهمئی ایجادشدنسل جوان روستاعمدتابه اهوازوشهرهای اطراف مهاجرت نمودندومشاغل خدماتی وابسته به نفت مشغول می باشندروستادارای یک مسجدمی باشدوازمدرسه روستای همجواراستفاده می‌کند.

## جمعیت
این روستا در دهستان هپرو قرار دارد و براساس سرشماری مرکز آمار ایران در سال ۱۳۸۵، جمعیت آن ۱۳۱ نفر (۲۴خانوار) بوده‌است.